# 堀口英樹
堀口 英樹（ほりぐち ひでき、1962年（昭和37年）1月27日 - ）は、日本の実業家。キリンビール代表取締役社長。

## 人物・経歴
神奈川県出身。神奈川県立湘南高等学校を経て、慶應義塾大学商学部を卒業後、1985年キリンビール入社。2000年営業本部営業部長代理。2001年総務部秘書室部長代理。2004年経営企画部部長代理。2006年グループ戦略部グループブランド室長。2007年キリンホールディングス経営企画部グループブランド室長。2008年ナショナルフーズマーケティング企画部長。
2009年フォアローゼズディスティラリー代表取締役社長。2013年小岩井乳業常務取締役。2014年から小岩井乳業代表取締役社長を務めた。2016年からキリンビバレッジ代表取締役社長を務め、電子商取引などにあたった。
2022年1月、キリンビール代表取締役社長就任。